# Dunelt Motorcycles
Dunelt Motorcycles va ser un fabricant de motocicletes i bicicletes britànic amb seu a Sheffield i Birmingham. L'empresa va ser fundada el 1919 per dos fabricants d'acer de Sheffield, els enginyers Dunford i Elliott (Dunelt és una combinació dels seus cognoms). La seva primera motocicleta va ser una innovadora monocilíndrica de dos temps de 499 cc sobrealimentada.
El 1924, una motocicleta Dunelt va ser la primera a travessar el desert des del Caire fins a Siwa (anar i tornar). L'empresa es va especialitzar en sidecars de bona qualitat des del 1926. Dunelt també va reeixir en les competicions i el 1928, una unitat del model K va aconseguir el rècord mundial per a dobles de dotze hores a Brooklands. Dunelt va passar després a la fabricació de vehicles comercials de tres rodes però no hi va tenir èxit. El 1956 es va exhibir a la fira d'Earls Court un ciclomotor Dunelt, però el 1957 la companyia es va diversificar cap a altres àrees de l'enginyeria.

## Història

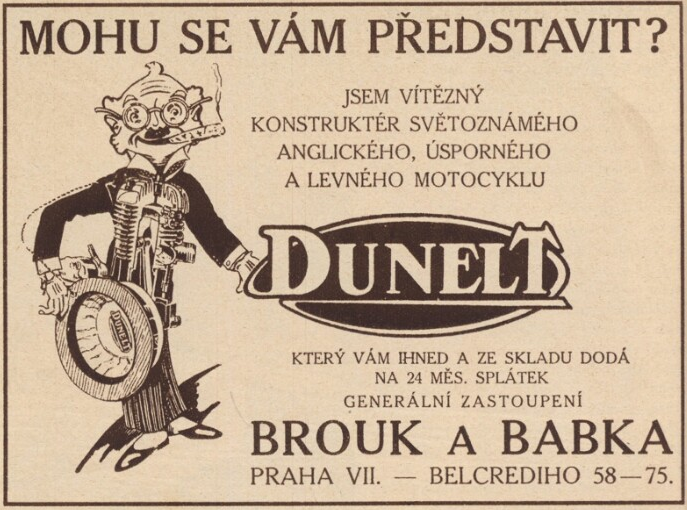
Publicitat de Dunelt a la revista txecoslovaca Pestrý týden de 1927

L'empresa Dunford & Elliott (Sheffield) Ltd havia començat el 1902 com a fabricant d'acer. Per tal de produir components per a fabricants d'automòbils, va fundar una fàbrica a Birmingham. La firma va destacar pels seus motors sobrealimentats, segons el seu propi disseny patentat, en què la sobrealimentació s'aconseguia mitjançant la transferència de gasos des del càrter al cilindre. Dunelt també mirava d'augmentar les vendes a dones; el 1927, una jove alemanya, Suzanne Koerner, va anar amb una Dunelt de Berlín a Birmingham.
Durant la dècada del 1920, la companyia també va comercialitzar diversos vehicles de repartiment de tres rodes basats en combinacions de motocicleta. Fins al 1929, l'empresa va anunciar una furgoneta, una furgoneta petita i un camió amb caixa de transport, tots ells propulsats pel propi motor de la marca, un de 499 cc monocilíndric. El mercat de vehicles comercials de tres rodes, però, era difícil aleshores per a tots els fabricants de motocicletes i Dunelt no va tenir l'èxit que desitjava en aquesta àrea. A partir del 1929, la majoria de les combinacions es van deixar de fabricar. El 1930 es van deixar de produir els motors Dunelt, reemplaçats per altres de Sturmey-Archer i Villiers i, a partir del 1933, també de Rudge (el motor Python) i JAP.
Durant la Gran Depressió de finals dels anys vint, els fabricants revisaren els seus negocis com a conseqüència del clima econòmic. La fàbrica de Dunelt a Birmingham va tancar el 1931. El 1935, Dunelt va produir la seva darrera motocicleta estrictament parlant i es va dedicar a desenvolupar motors forabord,

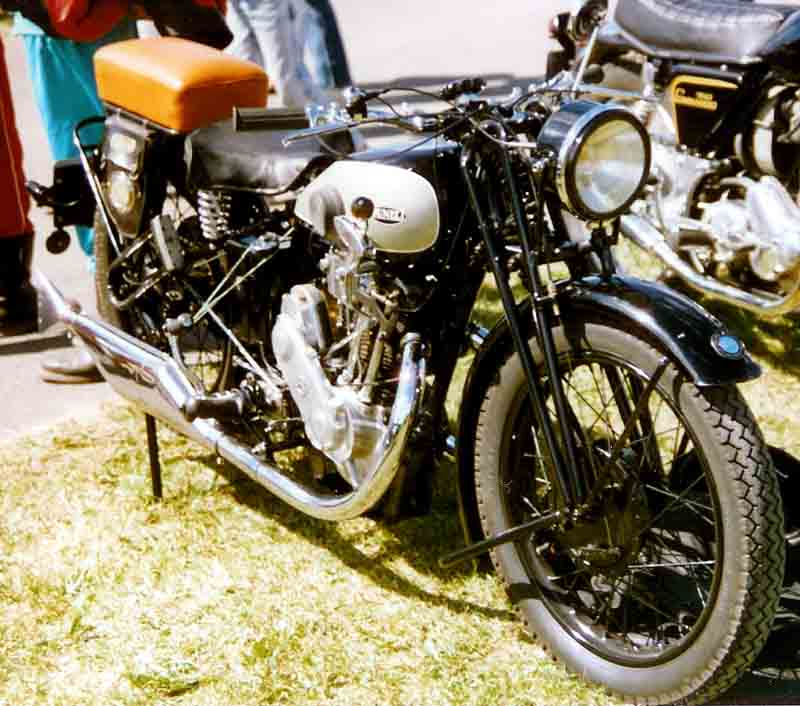
Motocicleta Dunelt

Raynal va adquirir els drets de fabricació de Dunelt Cycles el 1937, ja que així comprava una marca consolidada i obtenia accés a la seva xarxa de minoristes. A la publicitat de 1938 s'hi observa que l'adreça de Dunelt Cycle Co era ara la fàbrica de Raynal, al número 21 de Woodburn Road, al districte de Handsworth, Birmingham.
Finalment, Raynal va ser adquirida per Tube Investments (TI) el 1950. TI va comprar Raynal per tal d'assegurar la marca Dunelt Cycles i el 1951, l'adreça administrativa de l'empresa era Dunelt Cycle Co Ltd, Cornwall Road, Smethwick, Birmingham 40. Aquesta ubicació era ben a prop de l'antiga fàbrica de Raynal, per tant, és possible que la fabricació de Dunelt no s'hagués traslladat de lloc.
TI Reynolds Tube Manipulators va produir alguns prototipus de ciclomotor a mitjan dècada del 1950, una versió dels quals, equipada amb motor Rex, es va anunciar com a Dunelt. Aquest ciclomotor, però, mai no va arribar a la producció.
El febrer de 1959, Dunelt Cycle Co Ltd tenia el seu domicili social a Rabone Lane, Smethwick, Birmingham 40. Aquesta adreça es trobava a l'altre costat de l'antiga fàbrica de Raynal, la qual es va canviar el nom a "Attercliffe Works" com a record de la història de Dunford & Elliott, que havien iniciat la seva activitat en aquella zona de Sheffield.
Les bicicletes de marca Dunelt es van continuar venent fins a finals de la dècada del 1960. Els distintius d'aquestes darreres unitats indiquen que eren fetes a Nottingham. La marca havia estat transferida a Raleigh. La fàbrica de Raynal semblaria haver estat abandonada en algun moment d'aquella dècada.

## Models

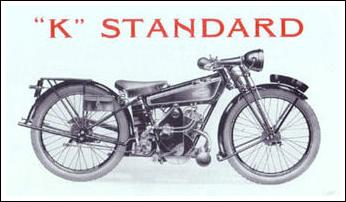
La Dunelt K Standard de 1928

| Model           | Any  | Notes                                 |
| --------------- | ---- | ------------------------------------- |
| Model K         | 1926 | 250 cc 2T                             |
| Royal           | 1928 |                                       |
| Royal deluxe    | 1928 |                                       |
| Majectic        | 1928 | 4T amb motor Sturmey-Archer de 350 cc |
| Model T         | 1930 | 250 cc                                |
| Model S         | 1930 | 250 cc                                |
| Model SD        | 1930 | 250 cc                                |
| Dunelt 297 cc   | 1931 | Sturmey-Archer de vàlvula lateral     |
| Dunelt 348 cc   | 1931 | Sturmey-Archer                        |
| Dunelt 346 cc   | 1931 | Villiers 2T                           |
| Dunelt 496 cc   | 1931 | Sturmey-Archer                        |
| Dunelt 598cc    | 1931 | Sturmey-Archer de vàlvula lateral     |
| Dunelt 148 cc   | 1932 | Villiers                              |
| Dunelt 350 cc   | 1932 | Villiers                              |
| Model T special | 1933 | Motor Python (Rudge)                  |
| Dunelt 248 cc   | 1934 | Motor Python (Rudge)                  |
| Dunelt 499 cc   | 1934 | Motor Python (Rudge)                  |
| Dunelt 248 cc   | 1934 | Motor Python (Rudge)                  |
| Dunelt 245 cc   | 1934 | Motor JAP                             |
| Dunelt 490 cc   | 1934 | Motor JAP                             |
| Dunelt Moped    | 1956 |                                       |